# Montverde
Montverde ist eine Stadt im Lake County im US-Bundesstaat Florida. Das U.S. Census Bureau hat bei der Volkszählung 2020 eine Einwohnerzahl von 1.655 ermittelt. 

## Geographie
Montverde liegt direkt am südwestlichen Ufer des Lake Apopka. Die Stadt liegt jeweils rund 25 Kilometer südlich von Tavares sowie westlich von Orlando.

## Demographische Daten
Laut der Volkszählung 2010 verteilten sich die damaligen 1463 Einwohner auf 634 Haushalte. Die Bevölkerungsdichte lag bei 356,8 Einw./km². 92,5 % der Bevölkerung bezeichneten sich als Weiße, 2,1 % als Afroamerikaner, 0,4 % als Indianer und 1,4 % als Asian Americans. 1,4 % gaben die Angehörigkeit zu einer anderen Ethnie und 2,2 % zu mehreren Ethnien an. 10,7 % der Bevölkerung bestanden aus Hispanics oder Latinos.
Im Jahr 2010 lebten in 34,4 % aller Haushalte Kinder unter 18 Jahren sowie in 23,5 % aller Haushalte Personen mit mindestens 65 Jahren. 78,3 % der Haushalte waren Familienhaushalte (bestehend aus verheirateten Paaren mit oder ohne Nachkommen bzw. einem Elternteil mit Nachkommen). Die durchschnittliche Größe eines Haushalts lag bei 2,66 Personen und die durchschnittliche Familiengröße bei 2,97 Personen.
24,2 % der Bevölkerung waren jünger als 20 Jahre, 21,6 % waren 20 bis 39 Jahre alt, 35,0 % waren 40 bis 59 Jahre alt und 18,5 % waren mindestens 60 Jahre alt. Das mittlere Alter betrug 42 Jahre. 51,1 % der Bevölkerung waren männlich und 48,9 % weiblich.
Das durchschnittliche Jahreseinkommen lag bei 66.250 $, dabei lebten 5,2 % der Bevölkerung unter der Armutsgrenze.
Im Jahr 2000 war Englisch die Muttersprache von 98,77 % der Bevölkerung und Spanisch sprachen 1,23 %.

## Sehenswürdigkeiten
Am 15. September 2004 wurde das Harper House in das National Register of Historic Places eingetragen.

## Verkehr
Durch Montverde führen keine überregionalen Straßen. Die Hauptstraße der Stadt ist die County Road 455.